# 小島善太郎
小島 善太郎（こじま ぜんたろう、1892年11月16日 - 1984年8月14日）は、大正-昭和時代の日本の洋画家。
東京都出身。独立美術協会創立会員。地元である多摩地域・武蔵野地域の風景画を多く手掛けた。なお、同時代の洋画家である児島善三郎とは縁戚関係はない。

## 人物
小島鎌太郎の六男として新宿に生まれる。16歳で画家を志し、安井曾太郎の弟子となる。1920年、東京府主催巽画会展で『やわらかき光』で賞を受賞。野村徳七（野村證券社長）の後援により、1922年にフランス・パリに留学。現地の画家に教わり、サロン・ド・ドーンヌ展で『パリ郊外』が入選した。そのほか、二科展出品作『林中小春日』が二科展賞を受賞したほか、二科展出品作『初夏の緑』で会友推挙となる。『ヴァイオリンを弾く男』は東京国立近代美術館に保存された。八王子市では「多摩の風土に生きて50年 小島善太郎展」を開催。1984年、心不全で没した（91歳）。墓所は多磨霊園。
2000年代、八王子市夢美術館や日野市民会館などでは、「小島善太郎展」が開かれている。また2013年には、日野市百草に、「小島善太郎記念館」が開館した。

## 主な作品
- 「林中小春日」
- 「やわらかき光」
- 「三多摩の秋景」
- 「百草梅林春の団欒」
- 「滝山城趾より多摩川を望む（滝山展望）」
- 「初夏の緑」
- 「パリ郊外」
- 「ヴァイオリンを弾く男」
- 「ラリーシュと老画家」（遺作）など[4]